# Резазаде, Хусейн
Хусейн Резазаде (перс. حسين رضازاده‎, 12 мая 1978) — иранский тяжелоатлет, чемпион мира, Азии, Олимпийских и Азиатских игр; один из величайших тяжелоатлетов в истории.

## Биография
Родился в Ардебиле. Этнический азербайджанец. В 1998 году стал бронзовым призёром Азиатских игр. В 1999 году стал чемпионом Азии и бронзовым призёром чемпионата мира. В 2000 году завоевал золотую медаль на Олимпийских играх в Сиднее. В 2002 году выиграл золотые медали чемпионата мира и Азиатских игр. В 2003 году стал чемпионом мира и Азии. В 2004 году завоевал золотую медаль на Олимпийских играх в Афинах. В 2005 году вновь стал чемпионом мира и Азии. В 2006 году опять выиграл золотые медали чемпионата мира и Азиатских игр. В 2008 году врач отговорил его от участия в очередных Олимпийских играх из-за имеющихся травм рук, а также проблем с кровяным давлением, и Хусейн Резазаде объявил об окончании спортивной карьеры.
Спортсмен установил несколько мировых рекордов. На чемпионате Азии (2003) в рывке — 213 кг (превзошёл Бехдад Салими, 2011); на Олимпийских играх в Афинах (2004) в толчке — 263 кг; на Олимпийских играх в Сиднее (2000) по сумме упражнений — 472 кг (превзошёл Лаша Талахадзе, 2016).
В сентябре 2008 года стал главным тренером сборной Ирана по тяжёлой атлетике.
В 2013 году был избран депутатом городского совета Тегерана.